# Neorupilia stirlingi
Neorupilia stirlingi is een keversoort uit de familie bladkevers (Chrysomelidae). De wetenschappelijke naam van de soort werd in 1889 gepubliceerd door Thomas Blackburn.